# Георги Симов
Георги Симов (на гръцки: Γεώργιος Σίμου, Георгиос Симу) е гръцки политик, кмет на Лерин.

## Биография
Роден е в 1883 година в леринското село Арменско, тогава в Османската империя, днес Алонас, Гърция. Занимава се с търговия и в продължение на няколко години е президент на Търговската камара на Лерин и член на администрацията на Търговско-промишлената палата. Навлиза и в туристическия бизнес и в 1924 година заедно с братята си Йован и Илия построява хотел „Диетнес“, който за времето си е върхово постижение. През 1924 година е назначен за кмет на Лерин и остава на тази длъжност до първите местни избори през 1925 година. Умира през ноември 1957 година и е погребан за обществена сметка.